# 2036年7月23日日食
2036年7月23日日食是一次日偏食，發生於2036年7月23日。新月當天（即朔日），地球上觀測到月球和太阳的角距離極小，此時月球如果恰好在月球交點附近，穿過太阳和地球之間，與地球、太阳接近一直線，則會出現日食。由於月球偏北或偏南，本影及偽本影從地球以北或以南經過而未接觸地表，只有半影覆蓋了地球北端或南端部分區域，形成日偏食。此次日偏食月球偏南，出現在南極洲部分地區。
本次日食距下一次日食，2036年8月21日僅1個月。

此次日偏食過程中月影在地表移動的動畫

## 日食概況

### 出現區域
本次日偏食可在南極洲靠近非洲的一小部分海岸看到。

### 基本參數
- 類型：日偏食
- 食分最大處（位於南極洲毛德皇后地以北約150公里的南冰洋）資料：
  - 時間：2036年7月23日10:30:44.7
  - 地點：68°54′S 3°36′E / 68.9°S 3.6°E[3]
  - 食分：0.1991（日食帶內最大）[4]

## 相關的日食

### 2036-2039年的日食
月球交替位於相對的月球交點時，以半個交點年（食年），即約177天又4小時間隔出現下列日食。
註：2036年2月27日和2036年8月21日的日偏食屬於上一組交點年系列。
| 日食列表  |           |           |           |           |           |           |           |           |           |           |           |
| 1997-2000 | 2000-2003 | 2004-2007 | 2008-2011 | 2011-2014 | 2015-2018 | 2018-2021 | 2022-2025 | 2026-2029 | 2029-2032 | 2033-2036 | 2036-2039 |

| 升交點   | 升交點                   |          | 降交點                   | 降交點 |
| 沙羅周期 | 地圖                     | 沙羅周期 | 地圖                     |        |
| 117      | 2036年7月23日 偏食（南） | 122      | 2037年1月16日 偏食（北） |        |
| 127      | 2037年7月13日 全食       | 132      | 2038年1月5日 環食        |        |
| 137      | 2038年7月2日 環食        | 142      | 2038年12月26日 全食      |        |
| 147      | 2039年6月21日 環食       | 152      | 2039年12月15日 全食      |        |

### 沙羅周期
沙羅周期長度為18年11天。本次日食屬於沙羅周期117，共包含71次日食，依次為792年6月24日至918年9月8日的8次日偏食、936年9月18日至1333年5月14日的23次日環食、1351年5月25日至1423年7月8日的5次全環食（亦稱混合食）、1441年7月18日至1928年5月19日的28次日全食、1946年5月30日至2054年8月3日的7次日偏食，總共歷時1262.11年。其中最長的全食發生於1892年4月26日，共持續了4分19秒。
下表列舉了20、21世紀屬於該周期的日食，是第63至71次：
| 63            | 64            | 65            |
| ------------- | ------------- | ------------- |
| 1910年5月9日  | 1928年5月19日 | 1946年5月30日 |
| 66            | 67            | 68            |
| 1964年6月10日 | 1982年6月21日 | 2000年7月1日  |
| 69            | 70            | 71            |
| 2018年7月13日 | 2036年7月23日 | 2054年8月3日  |

## 資料來源
1. ↑  樊忠玉. . 中国天文科普网.   [2018-02-08]. （原始内容存档于2014-09-17）.
2. ↑  Fred Espenak. . NASA Eclipse Web Site.   [2018-02-08]. （原始内容存档于2020-10-21）.（英文）
3. ↑  Fred Espenak. . NASA Eclipse Web Site.   [2018-02-08]. （原始内容存档于2020-10-29）.（英文）
4. ↑  Fred Espenak. . NASA Eclipse Web Site.   [2018-02-08]. （原始内容存档于2016-03-08）.（英文）
5. ↑  Fred Espenak. . NASA Eclipse Web Site.（英文）

## 外部連結
- NASA日食專頁（页面存档备份，存于）（英文）
- 可見區域圖和時間統計：由弗雷德·埃斯佩納克做出的日食預報，NASA/GSFC
  - 貝塞爾元素

| \| \| 日食 \|                             |                              |                                           |
| 上一次日食： 2036年2月27日日食 （日偏食） | 2036年7月23日日食 （日偏食） | 下一次日食： 2036年8月21日日食 （日偏食） |
| 上一次日偏食： 2036年2月27日日食          | 2036年7月23日日食 （日偏食） | 下一次日偏食： 2036年8月21日日食          |
|                                           | 日食                         |                                           |